# 刑事侵佔
刑事侵佔（英語：criminal conversion）是一種刑事罪行，僅限於英格蘭及威爾斯以外的部分普通法體系，指未經授權使用或管控他人的財產，至少是個人財產，但在某些司法管轄區也適用於土地財產，例如土地（寮屋或租約期滿後繼續佔用土地）或專利、外觀設計權利及商標。它與盜竊罪的不同之處在於它不包含意圖永久地剝奪擁有人對其財產的管有的要素。因此，該罪行與盜竊罪相比較輕。刑事侵佔指明了一種侵佔類型，因為它涉及刑事法律，而不是民事法律。
該罪行的例子有竊聽某人的無線區域網絡或公用事業線路（這也可能構成盜竊服務）。另一個例子是盜用車輛以取樂，無意圖令車主知道。有些人將此類行為重新定義為一種特定類型的盜竊罪，或另一種罪行，例如未獲授權而取用。
需要注意的是，「未經授權」的使用可能會在經過一段時間的授權使用後開始。例如，一個人租了一輛汽車，然後在未經租賃公司准許的情況下將其額外保有一周。另一個常見的例子發生在一個人沒有報知找到失物（包括動物），只意圖將其保有直到有人要求他交還。當意圖成為保有財產的意圖時，即屬盜竊罪。

## 欺詐性侵佔
欺詐性侵佔（fraudulent conversion）的定義是「以欺詐手段作出的侵佔，不論是取得財產還是扣起財產」。
在英格蘭及威爾斯，「欺詐性侵佔」一詞已由《1901年盜竊罪法令》及《1916年盜竊罪法令》第20條（侵佔）及第21條（受託人作出侵佔）的罪行所取代。
先前欺詐性侵佔的罪行由《1968年盜竊罪法令》第1(1)條訂立的盜竊罪（theft）取代，兩者含義略有不同。《1968年盜竊罪法令》第1(1)條訂定：「如任何人不誠實地挪佔屬於另一人的財產，意圖永久地剝奪該另一人的財產，即屬犯盜竊罪，而『竊賊』（thief）及『偷竊』（steal）亦須據此解釋。」